# .eus

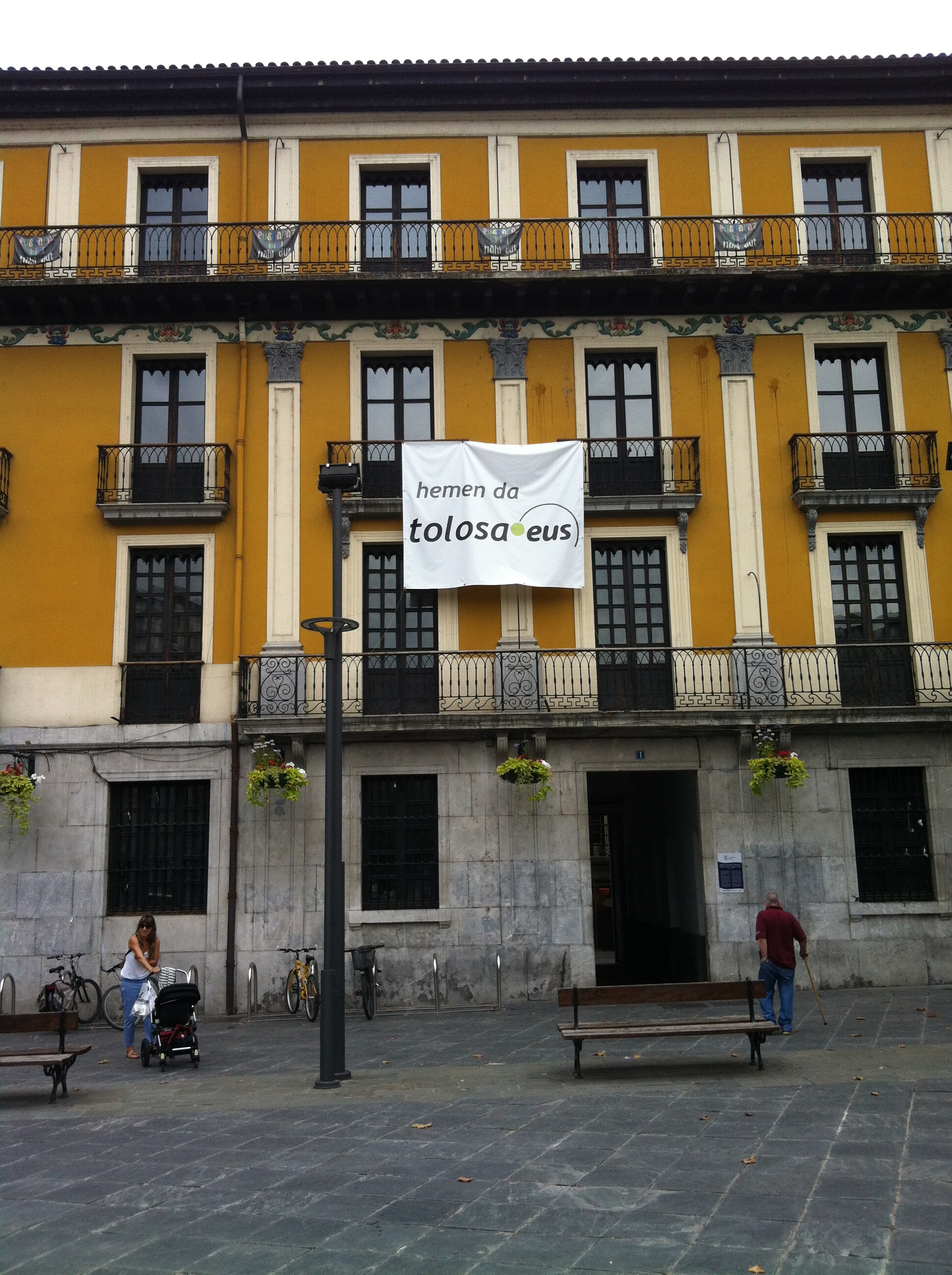
Domini .eus a Tolosa

El domini .eus és el domini de primer nivell patrocinat (sponsored TLD en anglès) d'Internet per a la llengua i cultura basques.

## Història
L'Associació PuntuEus fou constituïda oficialment el 2 d'abril de 2008. I en representació de tota la comunitat de la llengua i la cultura basca va presentar la candidatura per a obtenir un domini propi basc a Internet.
La ICANN va autoritzar el 15 de juny de 2013 l'ús del sufix .eus per a la llengua i cultura basca. Després d'un any d'estudi, l'organisme nord-americà va aprovar el domini juntament amb .gal, que podrien activar-se al final de l'any o al començament del 2014. La candidatura del .gal es va posar en marxa el 2007 i la de l'.eus, el 2008. Totes dues s'han inspirat en el domini PuntCat, i n'han rebut assessorament.